# Ulrika Modéer

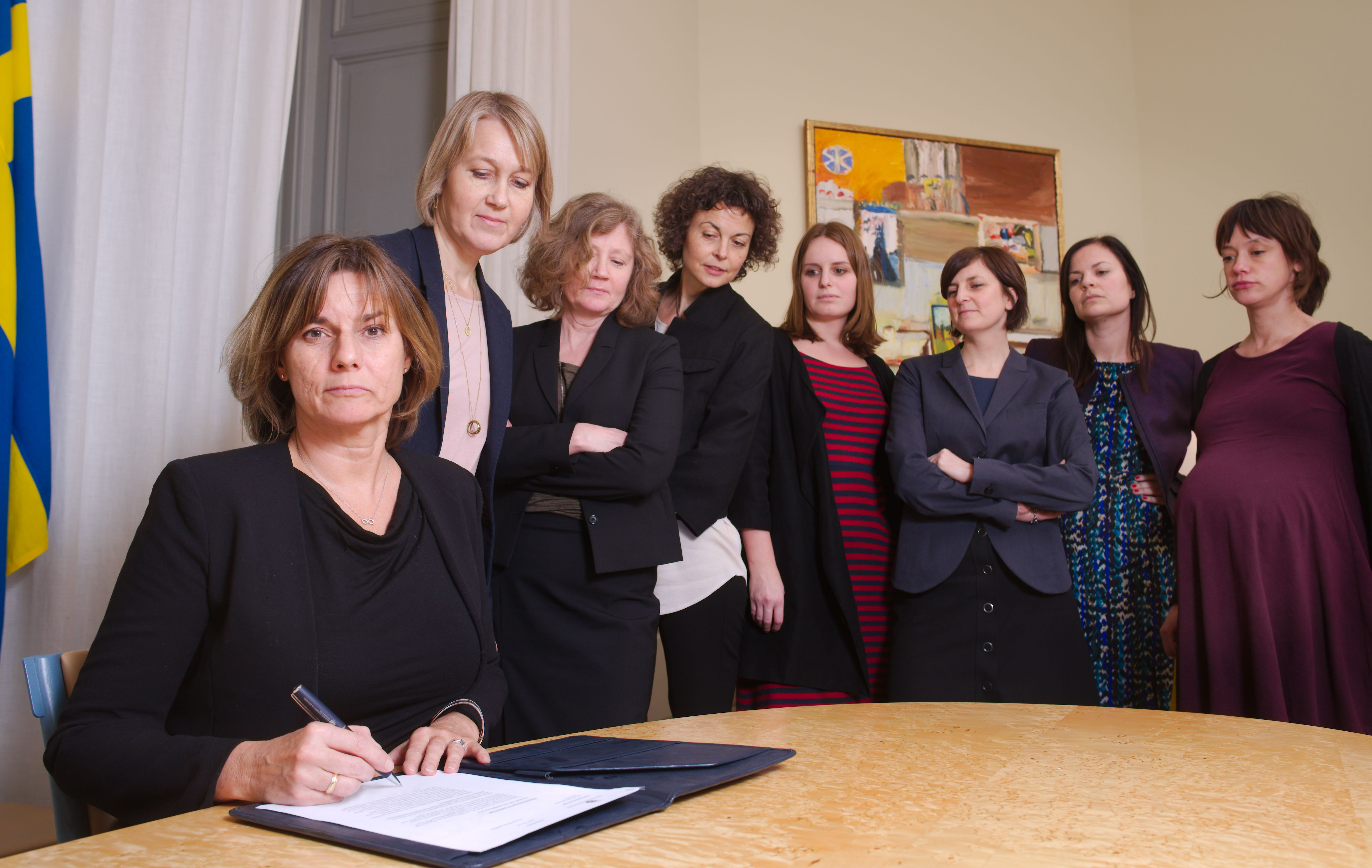
Ulrika Modéer (andra från vänster) tillsammans med bland andra Isabella Lövin (till vänster), 2017.

Eva Maria Ulrika Modéer, född 2 oktober 1969 i Härryda, är generalsekreterare för Svenska Röda Korset. Hon har en bakgrund som statstjänsteman och som assisterande generalsekreterare för Förenta Nationerna samt chef för UNDP:s avdelning för externa relationer och påverkansarbete. Hon var jämte Åsa Regnér under en period den högst placerade svensken i FN-systemet.
Åren 1994–2014 arbetade Modéer med internationella utvecklingsfrågor främst inom Caritas respektive Diakonia och Sida. 2011–2014 verkade hon som teamchef inom Miljöpartiets riksdagsorganisation och 2014–2018 var hon Isabella Lövins statssekreterare vid UD under Regeringen Löfven.
2019 blev Ulrika Modéer hedersdoktor vid Samhällsvetenskapliga fakulteten vid Göteborgs universitet. 